# Spittal an der Drau-i járás
A Spittal an der Drau-i járás, kerület (németül Bezirk Spittal an der Drau) Ausztriában, Karintia tartományban található. 

## Földrajz
Karintia legnagyobb és az ország második legnagyobb járása. Nagyobb, mint Vorarlberg. Az Alpokban található. A járásban északon és nyugaton a Magas-Tauern, északkeleten a Gurk-völgyi-Alpok, délen a Gail-völgyi-Alpok, délnyugaton pedig a Lienzi-Dolomitok fekszik. A hegyek között nyugat-keleti irányban a Dráva völgye húzódik. Délkeleten található a Millstatti-tó.
A Spittal an der Drau-i járás Hermagori, Lienzi, Villachvidéki, Feldkircheni, Tamswegi, Zell am See-i, Sankt Johann im Pongau és Muraui járásokkal határos. Lakosainak száma 76 248 fő (2018. január 1.).

## A járáshoz tartozó települések

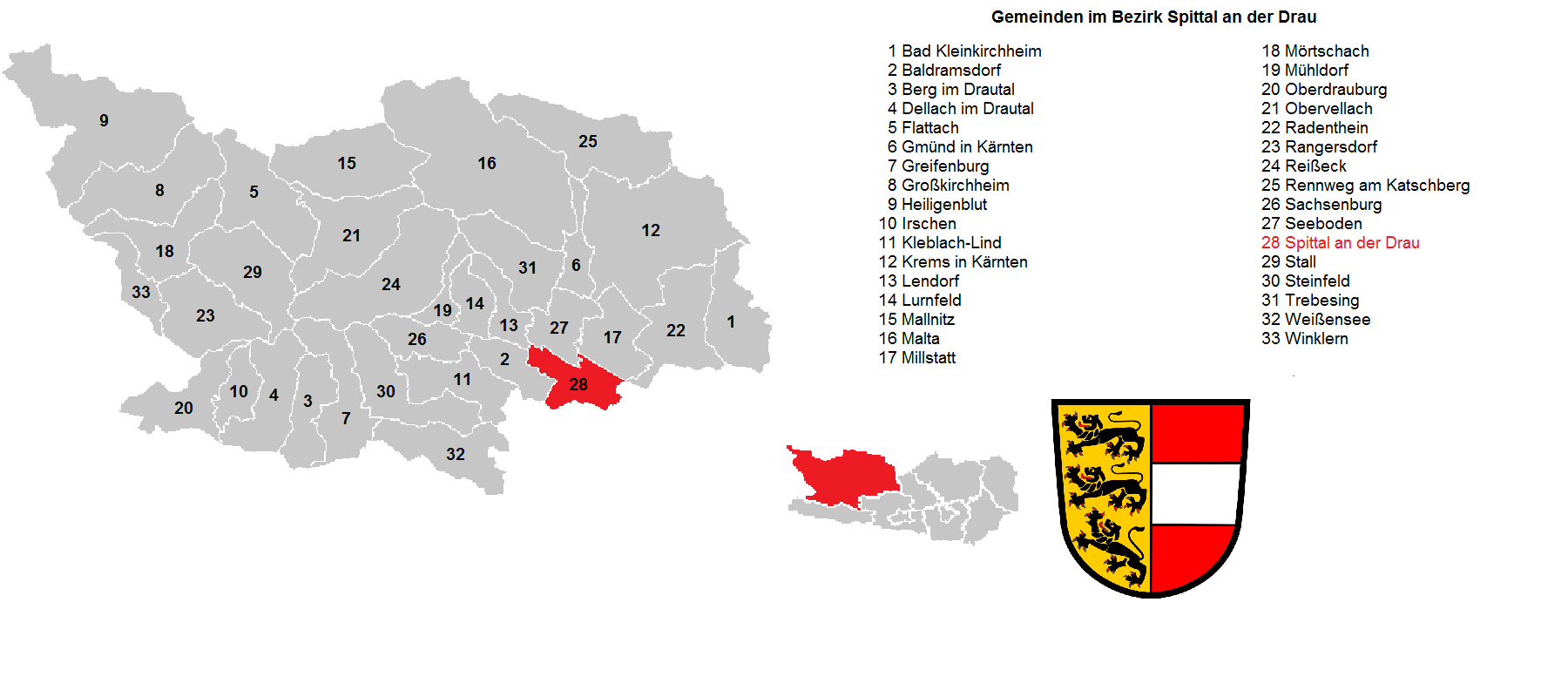
A Spittal an der Drau-i járás községei

A járás 33 községből áll.
- Bad Kleinkirchheim
- Baldramsdorf
- Berg im Drautal
- Dellach im Drautal
- Flattach
- Gmünd in Kärnten
- Greifenburg
- Großkirchheim
- Heiligenblut
- Irschen
- Kleblach-Lind
- Krems
- Lendorf
- Lurnfeld
- Mallnitz
- Malta
- Millstatt
- Mörtschach
- Mühldorf
- Oberdrauburg
- Obervellach
- Radenthein
- Rangersdorf
- Reißeck
- Rennweg am Katschberg
- Sachsenburg
- Seeboden
- Spittal an der Drau
- Stall
- Steinfeld
- Trebesing
- Weissensee
- Winklern